# Мусса Дженепо
Мусса́ Дженепо́ (фр. Moussa Djenepo, нар. 15 червня 1998, Бамако) — малійський футболіст, півзахисник клубу «Стандард» (Льєж) і національної збірної Малі. На умовах оренди грає за турецький «Антальяспор».
Володар Кубка Бельгії. 

## Клубна кар'єра
Народився 15 червня 1998 року в місті Бамако. Починав займатися футболом на батьківщині у юнацькій команді клубу «Їлен Олімпік».
У дорослому футболі дебютував 2017 року виступами за команду клубу «Стандард» (Льєж), в якій провів два сезони, взявши участь у 35 матчах чемпіонату. 
До складу клубу «Саутгемптон» приєднався 2019 року. Станом на 8 липня 2019 року відіграв за клуб з Саутгемптона 2 матчі в національному чемпіонаті.

## Виступи за збірні
2017 року залучався до складу молодіжної збірної Малі. На молодіжному рівні зіграв у 3 офіційних матчах.
Того ж 2017 року дебютував і в офіційних матчах у складі національної збірної Малі.
| Дата       | Місто     | Господарі       | Результат               | Гості                | Турнір                                        | Голи | Примітки |
| ---------- | --------- | --------------- | ----------------------- | -------------------- | --------------------------------------------- | ---- | -------- |
| 6-10-2017  | Бамако    | Малі            | 0 – 0                   | Кот-д'Івуар          | Відбір до ЧС 2018                             | -    | 40'      |
| 11-11-2017 | Лібревіль | Габон           | 0 – 0                   | Малі                 | Відбір до ЧС 2018                             | -    | 71'      |
| 23-3-2018  | Льєж      | Японія          | 1 – 1                   | Малі                 | товариський матч                              | -    | 60'      |
| 9-9-2018   | Джуба     | Південний Судан | 0 – 3                   | Малі                 | Відбір до Кубка африканських націй 2019       | -    | 77'      |
| 12-10-2018 | Бамако    | Малі            | 0 – 0                   | Бурунді              | Відбір до Кубка африканських націй 2019       | -    | 85'      |
| 16-10-2018 | Бужумбура | Бурунді         | 1 – 1                   | Малі                 | Відбір до Кубка африканських націй 2019       | -    | 80'      |
| 16-11-2018 | Лібревіль | Габон           | 0 – 1                   | Малі                 | Відбір до Кубка африканських націй 2019       | -    | 67'      |
| 23-3-2019  | Бамако    | Малі            | 3 – 0                   | Південний Судан      | Відбір до Кубка африканських націй 2019       | 1    | 50'      |
| 26-3-2019  | Дакар     | Сенегал         | 2 – 1                   | Малі                 | товариський матч                              | -    | 63'      |
| 16-6-2019  | Доха      | Алжир           | 3 – 2                   | Малі                 | товариський матч                              | -    | 61'      |
| 24-6-2019  | Суец      | Малі            | 4 – 1                   | Мавританія           | Кубок африканських націй 2019 - груповий етап | -    | 31' 61'  |
| 28-6-2019  | Суец      | Туніс           | 1 – 1                   | Малі                 | Кубок африканських націй 2019 - груповий етап | -    | 75'      |
| 8-7-2019   | Суец      | Малі            | 0 – 1                   | Кот-д'Івуар          | Кубок африканських націй 2019 - 1/8 фіналу    | -    |          |
| 14-11-2019 | Бамако    | Малі            | 2 – 2                   | Гвінея               | Відбір до Кубка африканських націй 2021       | -    | 70'      |
| 17-11-2019 | Нджамена  | Чад             | 0 – 2                   | Малі                 | Відбір до Кубка африканських націй 2021       | 1    | 80'      |
| 13-11-2020 | Бамако    | Малі            | 1 – 0                   | Намібія              | Відбір до Кубка африканських націй 2021       | -    | 70'      |
| 24-3-2021  | Конакрі   | Гвінея          | 1 – 0                   | Малі                 | Відбір до Кубка африканських націй 2021       | -    |          |
| 6-6-2021   | Бліда     | Алжир           | 1 – 0                   | Малі                 | товариський матч                              | -    | 69' 81'  |
| 1-9-2021   | Агадір    | Малі            | 1 – 0                   | Руанда               | Відбір до ЧС 2022                             | -    | 65'      |
| 7-10-2021  | Агадір    | Малі            | 5 – 0                   | Кенія                | Відбір до ЧС 2022                             | -    | 74'      |
| 10-10-2021 | Найробі   | Кенія           | 0 – 1                   | Малі                 | Відбір до ЧС 2022                             | -    | 3' 87'   |
| 11-11-2021 | Кігалі    | Руанда          | 0 – 3                   | Малі                 | Відбір до ЧС 2022                             | 1    | 46'      |
| 12-1-2022  | Лімбе     | Туніс           | 0 – 1                   | Малі                 | Кубок африканських націй 2021 - груповий етап | -    | 33' 81'  |
| 16-1-2022  | Лімбе     | Гамбія          | 1 – 1                   | Малі                 | Кубок африканських націй 2021 - груповий етап | -    | 40' 70'  |
| 26-1-2022  | Лімбе     | Малі            | 0 – 0 д.ч. (5 – 6 п.п.) | Екваторіальна Гвінея | Кубок африканських націй 2021 - 1/8 фіналу    | -    | 70'      |
| Усього     |           | Матчів          | 25                      |                      | Голів                                         | 3    |          |

## Титули та досягнення
- Володар Кубка Бельгії (1):

«Стандард» (Льєж): 2017-2018